# Gouvernement Saavedra II
 Îles Canaries
Olarte Hermoso I
Le gouvernement Saavedra II est le gouvernement des îles Canaries entre le 17 juillet 1991 et le 13 avril 1993, durant la IIIe législature du Parlement des Canaries. Il est présidé par Jerónimo Saavedra.

## Composition

### Initiale
| Fonction                                                   | Titulaire | Titulaire                        | Parti    |
| ---------------------------------------------------------- | --------- | -------------------------------- | -------- |
| Président du gouvernement                                  |           | Jerónimo Saavedra Acevedo        | PSC-PSOE |
| Vice-président Conseiller à la Présidence                  |           | Manuel Antonio Hermoso Rojas     | AIC      |
| Conseiller à l'Agriculture et à la Pêche                   |           | Antonio Ángel Castro Cordobez    | AIC      |
| Conseiller à l'Économie et aux Finances                    |           | José Miguel González Hernández   | AIC      |
| Conseiller à l'Éducation, à la Culture et aux Sports       |           | José Antonio García Déniz        | PSC-PSOE |
| Conseiller à l'Industrie, au Commerce et à la Consommation |           | Andrés Calvo González            | PSC-PSOE |
| Conseiller aux Travaux publics, au Logement et aux Eaux    |           | Ildefonso Chacón Negrín          | AIC      |
| Conseiller à la Politique territoriale                     |           | José Francisco Henríquez Sánchez | PSC-PSOE |
| Conseiller à la Santé et aux Affaires sociales             |           | Julio Manuel Pérez Hernández     | PSC-PSOE |
| Conseiller au Travail et à la Fonction publique            |           | Blas Gabriel Trujillo Oramas     | PSC-PSOE |
| Conseiller au Tourisme et aux Transports                   |           | Miguel Zerolo Aguilar            | ATI      |

### Remaniement du19 mars 1993
- Les nouveaux conseillers sont indiqués en gras, ceux ayant changé d'attributions en italique.

| Fonction                                                                                                  | Titulaire | Titulaire                        | Parti    |
| --- | --------- | -------------------------------- | -------- |
| Président du gouvernement                                                                                 |           | Jerónimo Saavedra Acevedo        | PSC-PSOE |
| Vice-président Conseiller à la Santé et aux Affaires sociales Conseiller à la Présidence (a.i.)           |           | Julio Manuel Pérez Hernández     | PSC-PSOE |
| Conseiller à l'Éducation, à la Culture et aux Sports Conseiller à l'Agriculture et à la Pêche (a.i.)      |           | José Antonio García Déniz        | PSC-PSOE |
| Conseiller à l'Industrie, au Commerce et à la Consommation Conseiller à l'Économie et aux Finances (a.i.) |           | Andrés Calvo González            | PSC-PSOE |
| Conseiller à la Politique territoriale Conseiller aux Travaux publics, au Logement et aux Eaux (a.i.)     |           | José Francisco Henríquez Sánchez | PSC-PSOE |
| Conseiller au Travail et à la Fonction publique Conseiller au Tourisme et aux Transports (a.i.)           |           | Blas Gabriel Trujillo Oramas     | PSC-PSOE |